# Psi Velorum
Psi Velorum (140 Velorum) é uma estrela na direção da constelação de Vela. Possui uma ascensão reta de 09h 30m 42.11s e uma declinação de −40° 28′ 00.8″. Sua magnitude aparente é igual a 3.60. Considerando sua distância de 60 anos-luz em relação à Terra, sua magnitude absoluta é igual a 2.26. Pertence à classe espectral F2IV.